# Diecezja Karwar
Diecezja Karwar – diecezja rzymskokatolicka w Indiach. Została utworzona w 1976 z terenu diecezji Belgaum.

## Ordynariusze
- William Leonard D'Mello (1976 - 2007)
- Derek Fernandes (2007 - 2019)
- Duming Dias (od 2024)